# Maserati 222
Der Maserati 222 ist ein zweitüriges Stufenheckcoupé des italienischen Automobilherstellers Maserati, das von 1988 bis 1990 hergestellt wurde. Er löste den seit 1981 produzierten Biturbo i ab, mit dessen letzter Entwicklungsstufe er weitgehend übereinstimmte. Der 222 war mit einem 2,0 Liter großen Sechszylindermotor ausgestattet, der eine Benzineinspritzung und zwei Turbolader hatte. Er war allein für den italienischen Markt bestimmt. Der 222 ist nicht mit dem 222 E zu verwechseln, der äußerlich zwar identisch war, als Exportversion aber mit dem 2,8 Liter großen Motor des 228 ausgestattet war.

## Entstehungsgeschichte
Mit dem 1981 vorgestellten Biturbo wollte der argentinische Unternehmer Alejandro De Tomaso, seit 1975 Eigentümer Maseratis, den traditionsreichen Sportwagenhersteller im Bereich der Serienproduzenten etablieren. Bislang hatte unter anderem die italienische Steuergesetzgebung einer größeren Verbreitung der Maserati-Modelle entgegengestanden, die Automobile mit einem Hubraum von 2000 cm³ und mehr mit einer Umsatzsteuer von 38 Prozent belegte, während Fahrzeuge mit geringerem Hubraum lediglich mit 19 Prozent besteuert wurden. Mit dem Biturbo umging Maserati dieses Problem, indem das Auto einen knapp 2,0 Liter großen Sechszylindermotor erhielt, der zum Zweck der Leistungssteigerung mit zwei Turboladern ausgestattet war. In der Ursprungsversion leistete dieser Motor 132 kW. Zusammen mit einer weitgehend automatisierten Fertigung eröffnete der Biturbo, der deutlich preiswerter gefertigt werden konnte als die bisherigen Maserati-Modelle, dem Unternehmen neue Kundenkreise: Ab 1982 erreichte Maserati regelmäßig vierstellige Produktionszahlen. Aus dem ursprünglichen Biturbo entwickelte das Unternehmen eine Reihe weiterer Modelle, darunter die Sportversion S. Ab 1986 wurde der bislang verwendete Registervergaser durch eine Benzineinspritzung ersetzt; das Auto hieß daraufhin Biturbo i in der Basis- und Biturbo Si in der Sportversion. Speziell in den ersten Jahren litt der Biturbo, der bei seiner Markteinführung unausgereift gewesen war, unter zahlreichen, teilweise schwerwiegenden Mängeln, die den Ruf des Autos beeinträchtigten. Als Maserati für das Modelljahr 1988 geringfügige stilistische Änderungen vornahm, entschied sich das Unternehmen, für alle künftigen Modelle den Namen Biturbo entfallen zu lassen. Der Nachfolger des Biturbo i erhielt als Bezeichnung den Zahlencode 222, dessen Bedeutung nicht zweifelsfrei geklärt ist.

## Positionierung im Programm der Marke
Der 222 übernahm mit seiner Einführung die Rolle des Basismodell in Maseratis italienischem Programm. Kurz nach dem regulären 222 erschien eine leistungsstärkere Version mit der Bezeichnung 2.24 v. Sie war mit einem überarbeiteten 2,0-Liter-Motor ausgestattet, der vier Ventile pro Zylinder hatte. Der 2.24 v trat an die Stelle der bisherigen Sportversion Biturbo Si. Die Produktion des 222 wurde 1990 eingestellt. Seine Rolle als Einstiegsmodell übernahm der 2.24 v, der bis 1993 im Programm blieb.
Die viertürige Version des 222 erhielt die Bezeichnung 422. Sie löste den bisherigen Biturbo 420 ab.

## Modellbeschreibung

### Karosserie

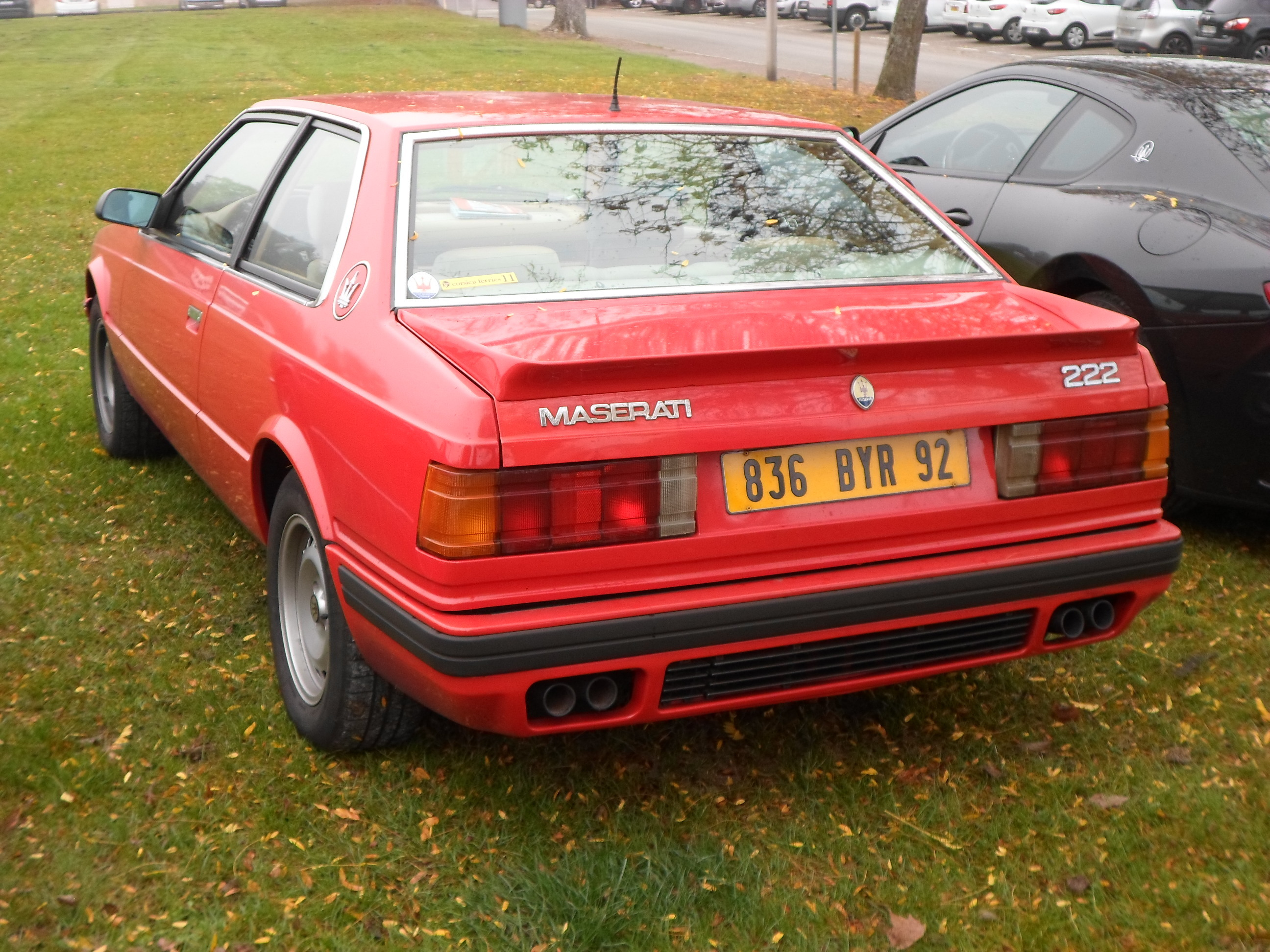
Heckpartie des Maserati 222

Die Karosserie des Maserati 222 war selbsttragend. Sie entsprach stilistisch und in der Struktur weitestgehend der des 1981 vorgestellten Biturbo-Coupés, die Pierangelo Andreani unter Bezugnahme auf ein Medici genanntes Konzeptfahrzeug von Giorgio Giugiaro entworfen hatte. Der Aufbau war lediglich in einigen Details überarbeitet worden. Insbesondere war die Frontpartie nun etwas runder gestaltet, und die Kühlermaske war kleiner als beim Vorgänger. Auf dem Kofferraumdeckel befand sich serienmäßig ein Heckspoiler. Die Modifikationen gingen auf Marcello Gandini zurück. Sie betrafen die Basisversion mit 2,0 Litern Hubraum ebenso wie die Exportversion 222 E. 

### Motor
Der Motor entsprach in seiner Grundkonstruktion dem des ursprünglichen Biturbo von 1981. Es handelte sich um einen Sechszylinder-V-Motor mit einem Zylinderbankwinkel von 90 Grad. Der Hubraum betrug 1996 cm³ (Bohrung × Hub = 82 × 63 mm). Jede Zylinderreihe hatte eine obenliegende Nockenwelle, beide Nockenwellen wurden von einem gemeinsamen Zahnriemen angetrieben. Jeder Zylinder hatte zwei Einlassventile und ein Auslassventil. Der 222 übernahm die technischen Spezifikationen des bisherigen Sportmodells Biturbo Si. Er hatte eine elektronische Benzineinspritzung von Magneti Marelli und zwei Turbolader von IHI, die jeweils mit einem Wasser-Luft-Kühler versehen waren. Das Verdichtungsverhältnis betrug 7,8:1. Der Motor leistete wie schon im Biturbo Si 162 kW.

### Fahrwerk
Das Fahrwerk des 222 entsprach in seiner Grundkonstruktion ebenfalls dem ursprünglichen Biturbo. Alle Räder waren einzeln aufgehängt. Vorn gab es MacPherson-Federbeine und Querlenker, hinten wurden Schräglenker verwendet. Hinzu kamen Teleskopstoßdämpfer vorn und hinten.

## Produktion
Wie schon beim Vorgängermodell, fertigte Maserati selbst nur die Motoren. Die Karosserie hingegen entstand bei Innocenti in Lambrate bei Mailand, einem zum De-Tomaso-Konzern gehörenden Unternehmen. In drei Jahren entstanden 1156 Exemplare des 222.